# Louis Brassin

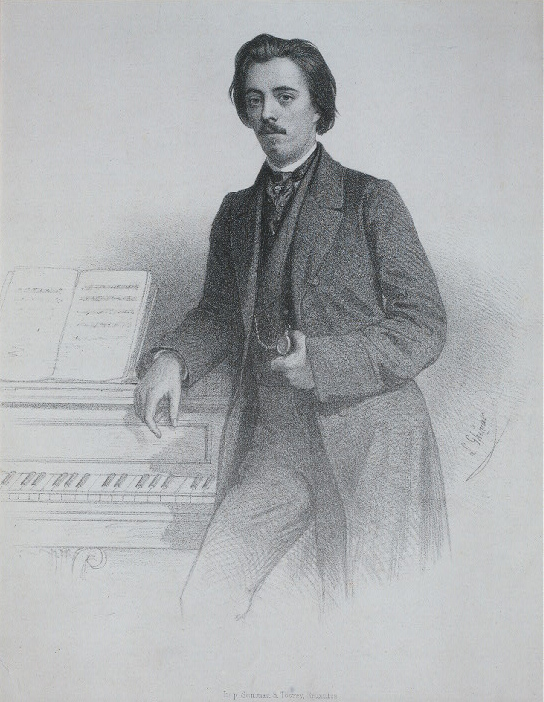
Louis Brassin

Louis Brassin (Aken, 24 juni 1840 - Sint Petersburg, 17 mei 1884) was een Belgische pianist, componist en muziekpedagoog van Duitse afkomst.

## Leven
Louis Brassin werd geboren als Louis de Brassine in een gezin met muziek- en theaterachtergrond. Zijn ouders waren beide acteur en zijn vader trad ook op als zanger (bariton). Brassin was een neef van de fluitist Louis Drouet. Als zesjarige maakte Louis de Brassine zijn concertdebuut als pianist in Hamburg. Nadat het gezin in 1847 verhuisde naar Leipzig, werd Louis in die stad aan het conservatorium leerling van Ignaz Moscheles. Tussen de bedrijven door had hij ook nog tijd om zijn drie jaar jongere broer Leopold (1843-1890) het pianospel te leren. De twee broertjes traden ook samen op, onder meer in 1848 in Stade.
Vanaf 1857 gebruikte hij op het podium de naam Brassin. In 1866 werd hij pianodoncent aan het Stern’sches Konservatorium in Berlijn en drie jaar later volgde een benoeming aan het Koninklijk Conservatorium Brussel. Hier was onder meer de pianist en componist Edgar Tinel een van zijn leerlingen. Tussen 1869 en 1878 speelde hij een belangrijke rol in het muzikale leven in de Belgische hoofdstad. Hij gaf er talrijke concerten, terwijl hij concertreizen naar verschillende Europese landen ondernam, ook samen met zijn broers Leopold en Gerhard (1844-1885), die naam maakte als violist.
In 1878 werd hij benoemd tot opvolger van Theodor Leschetizky als pianodocent aan het conservatorium van Sint Petersburg. Deze functie behield hij tot zijn overlijden.Wassily Sapelnikov was hier zijn beroemdste leerling.

## Muziek
Als componist is Brassin tegenwoordig vergeten. Hij schreef vooral muziek voor zijn eigen instrument en voor eigen gebruik. Zo componeerde hij twee pianoconcerten, waarmee hij op de Europese concertpodia schitterde. Daarnaast maakte hij naam met solostukken en, vooral, met bewerkingen van melodieën uit opera's van Wagner. Zijn arrangement van Feuerzauber uit Die Walküre was jarenlang zijn meest populaire compositie.

## Werken
- Twee pianoconcerten
- Der Thronfolger (komische opera, 1865)
- Der Missionär (komische opera)

### Pianomuziek
- Première grande Polonaise pour Piano.
- Deuxième grande Polonaise pour Piano.
- 3eme grande Polonaise pour Piano.
- Feuillet d'album (Albumblad) pour le Piano.
- Étude de concert pour le Piano.
- Impressions d'Automne, trois études pour le Piano.
- Menuet, Gavotte et Gigue pour le Piano.
- Polka de la Princesse pour le Piano.
- Sérénade.
- Rêverie pastorale pour le Piano.
- Rêverie pour le Piano.
- Second Galop fantastique de Concert.
- Les Adieux, morceau caractéristique pour Piano.
- Grandes Etudes de Concert pour le Piano. Op. 12 [nr. 1–6].
- Mazurka de Salon pour Piano. Op. 14.
- Au clair de la lune, Nocturne pour piano. Op. 17
- Deuxième grand polonaise. Op. 18

### Arrangementen
- Trois Morceaux pour le Piano d'apres D. Scarlatti.
- Uit R. Wagners Der Ring des Nibelungen. no. 1. Walhall, no. 2. Siegmund's Liebesgesang, no. 3. Feuerzauber, no. 4. Der Ritt der Walküren, no. 5. Waldweben.
- Toccata en Fuga in d kl.t., BWV 565 van Johann Sebastian Bach (tegenwoordig wordt het auteurschap van Bach hier betwijfeld).
- Choeur des soldats de l'opéra Faust de Gounod, Transcription de concert pour piano Op. 27.

- Biblioteca Nacional de España: XX1672843
- Bibliothèque nationale de France: cb13975529w (data)
- CiNii: DA11218674
- Gemeinsame Normdatei: 116409207
- International Standard Name Identifier: 0000 0000 8367 2902
- Library of Congress Control Number: no99025128
- Nationale Bibliotheek van Letland: 000038269
- MusicBrainz: dec22d78-91e8-4a25-a94a-ee04b55068dd
- Nationale Bibliotheek van Tsjechië: mzk2012679481
- Nationale Bibliotheek van Israël: 987007289443005171
- Nationale Bibliotheek van Polen: a0000002590035
- Nederlandse Thesaurus van Auteursnamen: 258122625
- SNAC: w67q2drt
- Virtual International Authority File: 27821531
- WorldCat: E39PBJtRPTJkfhXhQrYdYFfQbd